# 角田邦重
角田 邦重（すみだ くにしげ、1941年〈昭和16年〉 - ）は、日本の法学者。専門は労働法。元中央大学学長。中央大学名誉教授。弁護士（虎の門法律経済事務所・パートナー）。民法学者・角田美穂子（一橋大学教授）は子。

## 来歴
熊本県本渡市生まれ、佐賀県鳥栖市育ち。佐賀県立鳥栖高等学校卒業後、1965年中央大学法学部二部法律学科卒業。1965年最高裁判所にて司法修習生。1967年中央大学法学部助手。横井芳弘に師事。
1971年中央大学法学部助教授。1978年中央大学法学部教授。1981年中央大学大学院法学研究科教授併任。1991年学校法人中央大学評議員（1999年まで）。1991年中央大学法学部長（1995年まで）。2002年中央大学学長（2005年まで）。2008年中央大学法科大学院兼任講師。2011年中央大学定年退職。同名誉教授。
この他、日本労働法学会代表理事や日独労働法協会会長なども務めた。1976年～1978年西ドイツ・州立ブレーメン大学にて在外研究。

## 研究領域
労働者の人格的権利の保護・労働法における規制緩和について研究。

## 主著
- 『事例で読む労働法実務事典』（旬報社、1998年）
- 『新現代労働法入門 現代法双書』（共著、法律文化社、2000年初版・2009年第4版）
- 山田省三と共著『現代雇用法』（信山社出版、2007年）
- 小西啓文と共著『内部告発と公益通報者保護法』（法律文化社、2008年）
- 毛塚勝利・山田省三・米津孝司と共著『労働法２＜保護法＞ 』（中央大学通信教育部、2011年）

## 門下生
- 山田省三（中央大学法科大学院教授）
- 高橋賢司（立正大学法学部教授）
- 川田知子（中央大学法学部教授）
- 奥貫妃文（昭和女子大学人間社会学部教授）
- 小西啓文（明治大学法学部教授）
- 春田吉備彦（熊本学園大学商学部教授）
- 今野晴貴（POSSE代表理事）
- 南村博二（税理士法人代表社員、神奈川工科大学大学院講師、参議院議員元片山さつき秘書、元国会議員候補、お笑い芸人。政・官・学・財界に強力な影響力を誇る）
- 長谷川聡（専修大学法学部教授）
- 河合塁（岐阜大学地域科学部教授）